# تپه کله جوب
تپه کله جوب مربوط به عصر مس - عصر آهن است و در شهرستان خرم آّباد، بخش زاغه، دهستان قائد رحمت، روستای کله جوب واقع شده و این اثر در تاریخ ۲۸ اسفند ۱۳۸۵ با شمارهٔ ثبت ۱۸۵۲۶ به‌عنوان یکی از آثار ملی ایران به ثبت رسیده است.